# 1628 (TV-serie)
1628 är en svensk historisk komediserie i tre delar som sändes för första gången 1991. Serien handlar om tillkomsten av regalskeppet Wasa.

## Handling
Året är 1628 och Sverige är i krig mot Polen. Det beordrar att ett nytt krigsfartyg ska byggas. Två varv tävlar om rätten att få bygga skeppet Wasa. Utländska makter försöker dock sabotera byggande.